# Präriepiplärka
Präriepiplärka (Anthus spragueii) är en nordamerikansk fågel i familjen ärlor. Den häckar i prärier i södra Kanada och norra USA. Vintertid flyttar den så långt söderut som centrala Mexiko. Arten minskar i antal, så pass att IUCN anser den vara utrotningshotad och placerar den i kategorin sårbar (VU).

## Utseende och läten
Präriepiplärkan är en rätt liten (15–17 cm) och mycket tillbakadragen piplärka med kraftigt streckad ovansida. På huvudet kontrasterar streckad hjässa med ljust ansikte, vitaktigt ögonbrynsstreck och ljusbeige örontäckare. Undersidan är beige med svag streckning på bröstet. Benen är ljusa. Amerikansk piplärka, den enda piplärkan den delar utbredningsområde med, är mindre streckad samt har mörka ben, streckade flanker och ett mindre öppet ansikte. Lätet är ett högljutt "tweep" som ofta dubbleras.

## Utbredning
Präriepiplärkan förekommer på prärier och slätter i Nordamerika, i södra Kanada (centrala och sydöstra Alberta, centrala och södra Saskatchewan, sydvästra Manitoba och tillfälligtvis södra British Columbia) och norra USA (norra och centrala Montana, North Dakota, norra South Dakota och nordvästra Minnesota). Den flyttar vintertid till ett område från södra USA söderut till centrala Mexiko.

## Status och hot
Internationella naturvårdsunionen IUCN betraktar arten som hotad och placerar den i kategorin sårbar. Den minskar kraftigt i antal, på senare tid avmattande i USA men möjligen i ökande grad i Kanada. Världspopulationen uppskattas bestå av 1,4 miljoner vuxna individer.

## Namn
Fågelns vetenskapliga artnamn hedrar Isaac Sprague (1811-1895), amerikansk botaniker och samlare av specimen till John James Audubon som beskrev arten 1844.

## Bildgalleri

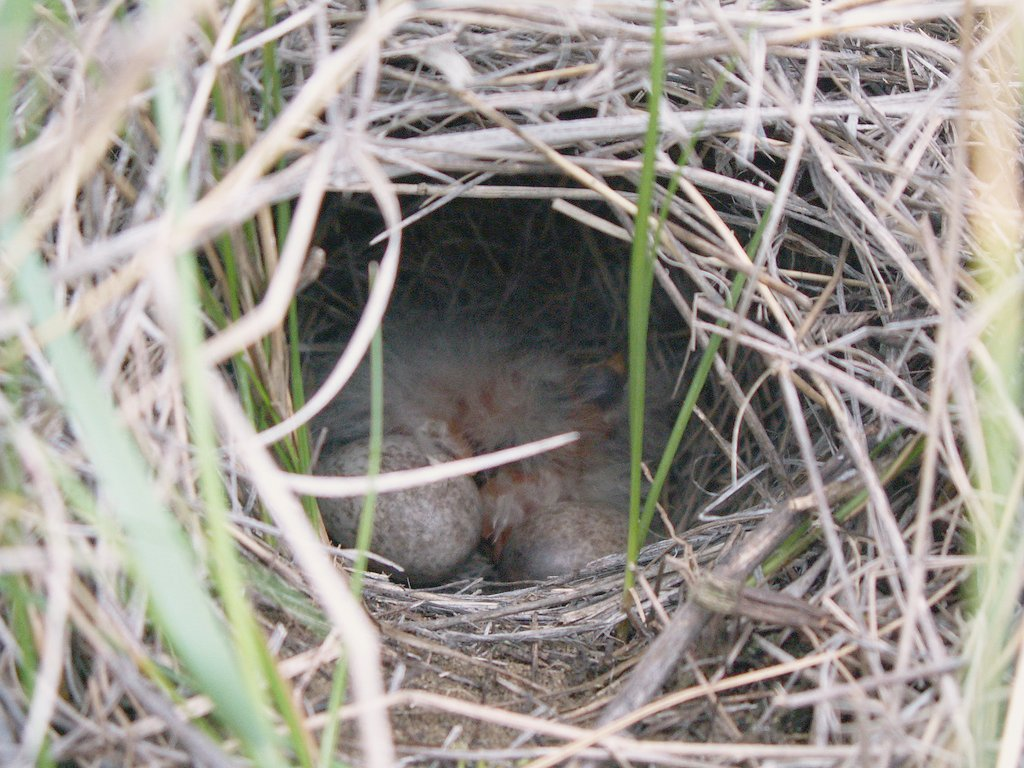
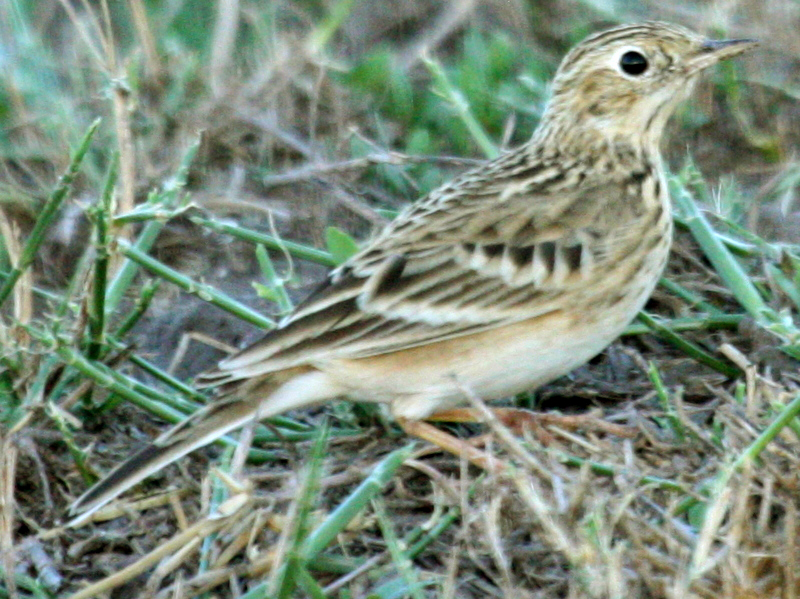